# Unió Democràtica Nacional de Moçambic
La Unió Democràtica Nacional de Moçambic (UDEMO) fou un partit polític de Moçambic fundat el 2 d'octubre de 1960 a Rhodèsia i Niassalàndia, per exiliats encapçalats per Adelino Gwambe i el reverend Uria Simango. Va establir els seus quarters a Dar es Salaam. Era format en la seva majoria pers treballadors migrants i estudiants descontents que havien fugit de les regions central i sud de Moçambic. Es va formar per oposar-se a la dominació colonial portuguesa a Moçambici va proposar reanomenat el país com Monomotapa, una vegada fos independent.
Al juny de 1962, UDENAMO es va fusionar amb dues altres organitzacions nacionalistes, la Unió Nacional Africana de Moçambic Independent (UNAMI) i la Unió Nacional Africana de Moçambic (UNAM) per formar el Front d'Alliberament de Moçambic (FRELIMO).